# Fosă septică

Schema unei fose septice

Fosele septice sunt rezervoare etanșe subterane, în care se colecteazǎ apele menajere produse în gospodǎrii, eliminǎ în bunǎ mǎsurǎ materiile poluante concentrate în apele uzate și asigurǎ reținerea materiilor solide și a deșeurilor plutitoare.

## Date generale
În unele cazuri, fosa septicǎ poate reprezenta o alternativǎ economicǎ de asanare a rețelelor de apǎ dintr-o zonǎ lipsitǎ de un sistem central de epurare a apelor uzate menajere. Aceste sisteme, mai mult individuale, de tratare a apelor uzate menajere, au capacitǎți limitate, în privința volumului de epurare.
Apele tratate se deverseazǎ în sol prin intermediul unei rețele de drenaj, compusǎ din tuburi găurite, așezate peste un pat de pietriș sub cota de îngheț a solului (80 cm). Spațiul din jurul tuburilor trebuie umplut cu piatrǎ spartǎ.
Fosele septice pot folosi substanțe numite "bioactivatori", care sunt derivați ai sodei caustice al căror rol este să dizolve materiile grosiere, astfel încât acestea să fie antrenate de apa și să ajungă în câmpul de drenaj.
În funcție de consumul de apa specific fiecărei locuințe, fosele septice sunt proiectate și dimensionate pentru o perioadă de vidanjare cuprinsă între 1 si 3 ani. În determinarea volumului spațiului pentru depunerea nămolului se ține seama de indesarea naturală a depunerilor în timp ce ele se găsesc în rezervor, prin micșorarea umidității de la 95% la 90%, fapt care reduce volumul depunerilor la jumătate. În urma fermentației, volumul sedimentelor organice se micșorează cu 25–30%, ceea ce reduce suplimentar volumul depunerilor. Acest lucru este luat în seamă prin introducerea în calcule a unui coeficient de 0,7.
Cantitatea de depuneri proaspete, care se formează în rezervorul de putrezire, este egală cu 0,7 litri/pers/zi, la umiditatea depunerilor de 95%.

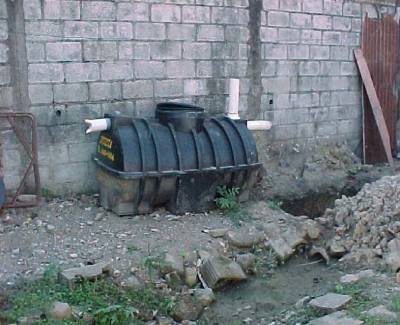
Fosa septică înainte de instalare

Plecând de la aceste date initiale, în perioada dintre două vidanjări succesive ale spațiului pentru depunerile de nămol, volumul acestora este de 89 litri/loc/an. Volumul total al trapei de nămol al unei fose septice este de 500 litri, adică vidanjarea poate avea loc o dată la 16 luni, în condițiile unei încărcări corespunzătoare standardului.
Deoacere, în general, standardul este supradimensionat, se poate ajunge la o perioadă între vidanjări de 24 luni.
Conducta dintre casă și fosa septică trebuie să fie de peste 1%. În conductele cu diametre mari, viteza de scurgere a apelor uzate nu atinge viteza de autocurățire și materialele solide rămân pe conductă și, în timp, se întăresc ducând la înfundarea conductei.
Fosele septice nu îngheață iarna, deoarece în interiorul fosei are loc un process biologic de fermentare în urma cǎruia se degajă căldură.
În zonele în care nivelul pânzei freatice este ridicat (1,5 m–1 m sub nivelul solului), apar două probleme: 
1. În terenuri mlăștinoase, dacă nivelul pânzei freatice este foate aproape de fundul gropii, recipientul, așezat în groapă, se va umple complet cu apă înainte de turnarea materialului de umplutură, având astfel o bună stabilitate datorită greutății lichidului. După fiecare vidanjare, fosa se va umple imediat cu apă. O soluție mai costisitoare este aceea de a așeza recipientul pe o placă de beton turnată pe fundul gropii și ancorat de aceasta prin intermediul unor bare de oțel îndoite. Punctele de ancorare trebuie situate în afara extremităților laterale ale fosei și la o distanță de cel puțin 150 mm de la marginile planșeului de beton.

1. În cazul în care nivelul pânzei freatice este ridicat, se recomandă micșorarea adâncimii liniei de drenaj și mărirea suprafeței acestuia pentru a asigura dispersia apei în sol. În acest sens este recomandabilă utilizarea mai multor țevi de dren cu perforații al căror diametru să crească progresiv pe toată lungimea țevii. O altă soluție ar fi drenajul cu funcționare alternativă. Acesta presupune montarea unui cămin de distribuție la ieșirea din fosă, cu ajutorul căruia apa să fie direcționată alternativ pe o linie sau alta de drenaj, lăsând timpul necesar ca apa din una din linii să se infiltreze în sol. O solutie mai costisitoare ar fi pomparea apei către o altă parte a curții unde solul permite infiltrarea apei fără probleme.

O fosă bine concepută și întreținută din fibră de sticlă, din beton, sau din plastic ar trebui să dureze aproximativ 50 de ani.

## Principii de funcționare

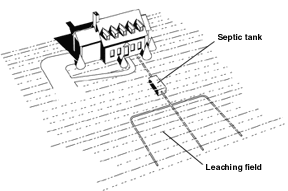
Fosa septică și câmpul de drenaj

Apa menajeră este rezultatul folosirii apei potabile (în foarte puține cazuri și a apei pluviale ) pentru activitățile casnice. Apele provenite de la bucătărie, duș, toaletă conțin materii solide în suspensie de natură minerală și organică, în special compuși ai azotului și fosforului .
Această apă intră în primul compartiment al fosei septice.
Aici au loc procesele de decantare a materiei solide (prin gravitație - rezultând un strat de nămol pe fundul bazinului) și de separare a grăsimilor prin flotație (acestea fiind mai ușoare decât apa se ridică la suprafață formând un strat de spumă).
Tot în primul compartiment are loc și procesul de fermentație anaerobă a nămolului sedimentat (acesta prin mineralizare își reduce considerabil volumul) precum și procesul de degradare anaerobă a substanței organice cu ajutorul bacteriilor prezente în apa uzată.
Din prima cameră apa (decantată primar) trece în decantorul secundar (decantor Imhoff). 
Datorită poziționării acestuia și datorită sistemului Imhoff de trecere a apei se realizează o a doua decantare a apei având ca rezultat o sedimentare cât mai eficientă a materiei solide.
Apa deja decantată primar și secundar trece în camera de clarifiere/limpezire de unde este eliminată în drenaj unde au loc procesele de descompunere aerobă a substanței organice cu ajutorul bacteriilor prezente în sol.
Materiile solide se acumuleazǎ, în general, în primul compartiment unde suferǎ o fermentație anaerobă bazică. Această fermentație antrenează producția de oxid și bioxid de carbon, hidrogen sulfurat și metan. La suprafață, bulele antrenează particule de noroi care sfârșesc prin a forma o crustă. Materiile solide se depun la fundul bazinului. Gazele se elimină prin orificii sau conducte de aerisire iar materiile solide se elimină prin vidanjare periodică.
După primul compartiment, un al doilea primește efluenții decantați sub forma unui fluid limpede. Tinând cont de faptul că apa rezultată nu este potabilă, trebuie ca după un timp, care poate dura între 1 și 3 zile, lichidul rezultat să fie evacuat printr-un sistem de drenare subteran. Aici are loc filtrarea totală, datorită stratului filtrant natural prin care trece.
Grăsimile, uleiurile și alte materii mai ușoare decât apa plutesc la suprafață și constituie un strat de spumă susceptibil de a se transforma într-o crustă destul de dură.
Volumul fosei septice depinde de numărul de utilizatori și de cantitatea apelor uzate deversate. De asemenea, volumul de stocare a noroiului și spumei depind de frecvența vidanjărilor, de temperatura ambiantă și de mijloacele de spălat utilizate.
Fosa septică poate fi din beton, din fibrǎ de sticlǎ sau din polietilenă. Apele uzate trebuie să intre în fosa septică astfel încât să perturbe cât mai puțin curgerea în aceasta, să deranjeze cât mai puțin procesul de sedimentare. Este bine ca înaintea intrării apelor în fosa septică, acestea să treacă printr-un cămin vizitabil.
Ieșirea efluenților din fosa septică se face printr-un tub de diametru mai mic, din PVC. Opțional se mai poate monta un recipient final de ape uzate, recipient echipat cu o mică pompă. Cu ajutorul acesteia, apele pot fi trimise la o oarecare distanță de fosă sau pot fi ridicate la diverse înălțimi impuse.